# The Breeze (An Appreciation of JJ Cale)
A The Breeze (An Appreciation of JJ Cale) a brit gitáros-énekes dalszerző Eric Clapton 2014. július 29-én megjelent stúdióalbuma. A lemez tisztelgés Eric Clapton barátja és példaképe, a 2013-as év során elhunyt  amerikai énekes, dalszerző és zenész JJ Cale előtt. Eric Clapton gyakran hangoztatta, hogy milyen nagy hatással volt rá és más élvonalbeli zenészekre JJ Cale, ennek ellenére a zeneipar nagyon alulértékelte JJ Cale munkásságát.

„...egyike a rocktörténet legjelentősebb zenészeinek, az ország rejtett kincse és sokan Európában még csak nem is hallottak róla”

– Eric Clapton, Az önéletrajz

Clapton szólókarrierjének két nagyon fontos dalának – a Cocaine-nek és az After Midnight-nak – is JJ Cale a szerzője.
Clapton – JJ Cale zenei örökségét megjelenítendő és munkássága előtt tisztelegve –, egy évvel Cale halála után,  közös zenészbarátokat kért fel a lemez elkészítésére.

## Az album dalai
Az összes szám szerzője JJ Cale. 
| 1.    | Call Me The Breeze                                            |  | 3:06 |
| 2.    | Rock And Roll Records (közreműködő: Tom Petty)                |  | 2:19 |
| 3.    | Someday (közreműködő: Mark Knopfler)                          |  | 3:48 |
| 4.    | Lies (közreműködő: John Mayer)                                |  | 3:06 |
| 5.    | Sensitive Kind (közreműködő: Don White)                       |  | 5:17 |
| 6.    | Cajun Moon                                                    |  | 2:27 |
| 7.    | Magnolia (közreműködő: John Mayer)                            |  | 3:41 |
| 8.    | I Got The Same Old Blues (közreműködő: Tom Petty)             |  | 3:02 |
| 9.    | Songbird (közreműködő: Willie Nelson)                         |  | 2:55 |
| 10.   | Since You Said Goodbye                                        |  | 3:00 |
| 11.   | I'll Be There (If You Ever Want Me) (közreműködő: Don White)  |  | 2:36 |
| 12.   | The Old Man And Me (közreműködő: Tom Petty)                   |  | 2:56 |
| 13.   | Train To Nowhere (közreműködő: Mark Knopfler és Don White)    |  | 4:51 |
| 14.   | Starbound (közreműködő: Willie Nelson és Derek Trucks)        |  | 2:03 |
| 15.   | Don't Wait (közreműködő: John Mayer)                          |  | 2:46 |
| 16.   | Crying Eyes (közreműködő: Christine Lakeland és Derek Trucks) |  | 3:30 |
| 51:42 |                                                               |  |      |

## Közreműködők
Az alábbi közreműködök segítségével készült az album:

### Billentyűs hangszerek, Hammond orgona, zongora, Wurlitzer zongora
- Walt Richmond
- Simon Climie

### Dobprogramok, ütőhangszerek
- Simon Climie

### Basszusgitár
- Nathan East

### Dob
- Jim Keltner

### Gitár
- Eric Clapton (az összes számban)
- Mark Knopfler (a 3. és 13. számban)
- John Mayer (a  4., 7. és 15. számban)
- Willie Nelson (a 9. és 14. számban)
- Don White (a 3., 5. és 13. számban)
- Reggie Young (a 2, 6 és 8. számban)
- Derek Trucks (a 14. és 16. számban)
- Albert Lee (az 1. és 11. számban)
- David Lindley (a 9. és 16. számban)
- Don Preston (a 3. és 13. számban)
- Christine Lakeland (a 3. számban)
- Doyle Bramhall II (a 10. számban)

### Steelgitár
- Greg Leisz (a 12. és 14. számban)

### Rezonátoros gitár
- Eric Clapton (a 11. számban)

### Szájharmonika
- Jimmy Markham (a 13. számban)
- Mickey Raphael (a 3., 9. és 14. számban)

### Háttérvokál
- Michelle John (a 4., 5. és 9. számban)
- Sharon White(a 4., 5. és 9. számban)
- Christine Lakeland (a 13. és 15. számban)
- Simon Climie (a 9. számban)

### Kiegészítő ütőhangszerek
- James Cruce
- Jim Karstein
- Jamie Oldaker
- David Teegarden
- Satnam Ramgotra (tablá)

## Videók
- Interjú a lemez létrejöttének körülményeiről Eric Clapton, John Mayer, Mark Knopfler, Derek Trucks, Don White, Christine Lakeland közreműködésével (15:38). YouTube
- Call Me The Breeze (Official Lyric Video) (3:07). YouTube